# 安德烈亚·南奇尼
安德烈亚·南奇尼（義大利語：Andrea Nencini，1948年12月25日—），意大利前男子排球运动员。他曾代表意大利国家队参加1976年夏季奥林匹克运动会排球比赛，结果获得第八名。